# Thrips australis
Thrips australis (лат.) — вид трипсов рода Thrips из семейства Thripidae (Thysanoptera).

## Распространение и экология
Хотя этот вид является родным для Австралии, он был интродуцирован по всему миру практически везде, где выращиваются эвкалиптовые деревья. Этот вид развивается, в частности, на белых цветках Eucalyptus, а также на похожих цветках некоторых других видов семейства Миртовые. Он может создавать очень большие популяции, взрослые особи которых затем рассеиваются и обнаруживаются на цветках самых разных растений. В Африке он распространён в Кении и ЮАР, где имеются крупные плантации. Африке, где имеются большие плантации эвкалиптов, но, вероятно, встречается и в других местах на этих деревьях.

## Описание
Мелкие насекомые (длина около 1—2 мм) с четырьмя бахромчатыми крыльями. От близких видов отличаются следующими признаками: окраска варьирует от жёлтой до интенсивно коричневой; тело и ноги обычно жёлтые, тергиты с коричневым участком медиально, X в основном коричневый; усиковые сегменты I и III жёлтые, остальные сегменты в основном коричневые. Тергиты с коричневой зоной медиально, X в основном коричневый; усиковые сегменты I и III жёлтые, остальные сегменты в основном коричневые; передние крылья бледные с тёмными волосками, задний край часто затенён. Антенны 7-сегментные, VII короткие, VI пулевидные. Оцеллярные волоски III находятся в пределах передних краёв треугольника, близко к переднему глазку. Пронотум с 2 парами коротких с 2 парами коротких заднеугловых волосков. Метанотум сетчатый, срединные волоски выходят далеко за передний край, имеются кампановидные сенсиллы. Первая и вторая жилки переднего крыла почти с полным рядом тесно расположенных волосков; клавус с 6 краевыми волосками. Тергит VIII с гребнем, неполным медиально, около 8 зубцов латерально; плевротергиты обычно с несколькими дискальными волосками; стерниты с до 30 дискальными волосками.
Вид отличается изменчивым цветом и размерами, в результате чего был описан под четырьмя другими названиями. T. australis часто помещают в монотипический род Isoneurothrips, поскольку клавус переднего крыла содержит шесть (вместо обычных пяти) краевых волосков, а переднеспинка имеет сильный субмаргинальный гребень в задней части. Такое родовое размещение признано необоснованным, так как число краевых волосков на клавусах варьирует от пяти до восьми у T. acaciae и от семи до девяти у T. hoodi, а у некоторых крупных видов этого рода развит заднемаргинальный пронотальный гребень.